# 奎宿增十五
奎宿增十五（双鱼座σ，σ Psc）是双鱼座的一个分光双星系统，视星等为+5.5，距离地球约430光年,其大致位置和奎宿十相同。